# Saint-Martin-de-Landelles
Saint-Martin-de-Landelles era una comuna francesa situada en el departamento de Mancha, de la región de Normandía, que el 1 de enero de 2016 pasó a ser una comuna delegada de la comuna nueva de Saint-Hilaire-du-Harcouët al fusionarse con las comunas de Saint-Hilaire-du-Harcouët y Virey.

## Demografía
| Gráfica de evolución demográfica de Saint-Martin-de-Landelles entre 1800 y 2014 |
|                                                                                 |

Los datos demográficos contemplados en este gráfico de la comuna de Saint-Martin-de-Landelles se han cogido de 1800 a 1999 de la página francesa EHESS/Cassini, y los demás datos de la página del INSEE.